# 日本催眠術協会
一般財団法人 日本催眠術協会（にほんさいみんじゅつきょうかい）は、人間の意識の役割に関する研究・教育・啓蒙活動を行うことにより、人々の日常生活や仕事上において、高いモチベーションの保持や目標に対する動機づけの実現に寄与することを目的に設立された団体。2009年1月1日に任意団体として発足し
、後に一般財団法人となる。

## 目的
催眠を含む気功・武道・医療・スポーツ等において、人間の意識の役割に関する研究・教育・啓蒙活動を行うことにより、人々の日常生活や仕事上において、高いモチベーションの保持や目標に対する動機づけの実現に寄与すること。

## 概要
- 所在地：東京都港区南青山6丁目2番2-502号（一般財団法人 日本催眠術協会 事務局）
- 任意団体として：2009年1月1日に発足。
  - 理事長：吉田かずお（催眠カウンセラー）
- 一般財団法人として：2010年8月17日に登記。（会社法人等番号 0104-05-009011）
  - 代表理事：苫米地英人（脳機能学者 計算言語学者 計算機科学者 離散数理学者 認知心理学者）

## 役員および評議員
- 理事：吉田かずお
- 理事：川上剛史（气功術/催眠術）
- 理事：南裕（催眠術師/催眠心理療法士）
- 評議員：田島大輔（ドクター苫米地コーチング2期生）
- 監事：柿本謙二（公認会計士）